# Dominique Strauss-Kahn
Dominique Gaston André Strauss-Kahn, por vezes referido como DSK (Neuilly-sur-Seine, 25 de abril de 1949), é um economista, advogado, e político francês, membro do Partido Socialista (PS).
Foi Professor de Economia nas Universidades de Lorraine, Paris X - Nanterre e Sciences Po. Iniciou sua carreira política como deputado, pelo Partido Socialista (PS), em 1986. Presidiu a Comissão de Finanças da Assembleia Nacional, entre 1988 e 1991.
Nos governos de Édith Cresson e Pierre Bérégovoy, foi ministro da Indústria e do Comércio Exterior (1991-1993), período durante o qual participou na Rodada Uruguai de negociações comerciais. Entre 1993 e 1997, atuou no setor privado como advogado empresarial. Tornou-se ministro da Economia, das Finanças e da Indústria  do governo de Lionel Jospin. Nessa função, trabalhou para o lançamento do euro e representou a França no Conselho de Governadores e de um certo número de instituições financeiras internacionais, incluindo o FMI.
Em 1999, envolvido em processos judiciários, pediu demissão. Voltou a ocupar sua cadeira de deputado em 2001, depois que o processo foi arquivado por falta de provas.
De 2001 a 2007, foi reeleito três vezes para a Assembleia Nacional. Em 2000 e 2001, lecionou economia no Institut d'Etudes Politiques de Paris (Sciences Po) e foi nomeado professor visitante na Universidade de Stanford. Foi também conselheiro pessoal do secretário-geral da OCDE.
Em 2006, perdeu, para Ségolène Royal, a indicação para disputar, como candidato socialista, as eleições presidenciais francesas de 2007.
Em 28 de setembro de 2007, foi escolhido para dirigir o Fundo Monetário Internacional (FMI). Assumiu suas funções em 1º de novembro. Renunciou ao cargo em 18 de maio de 2011, após um escândalo sexual.

## Biografia

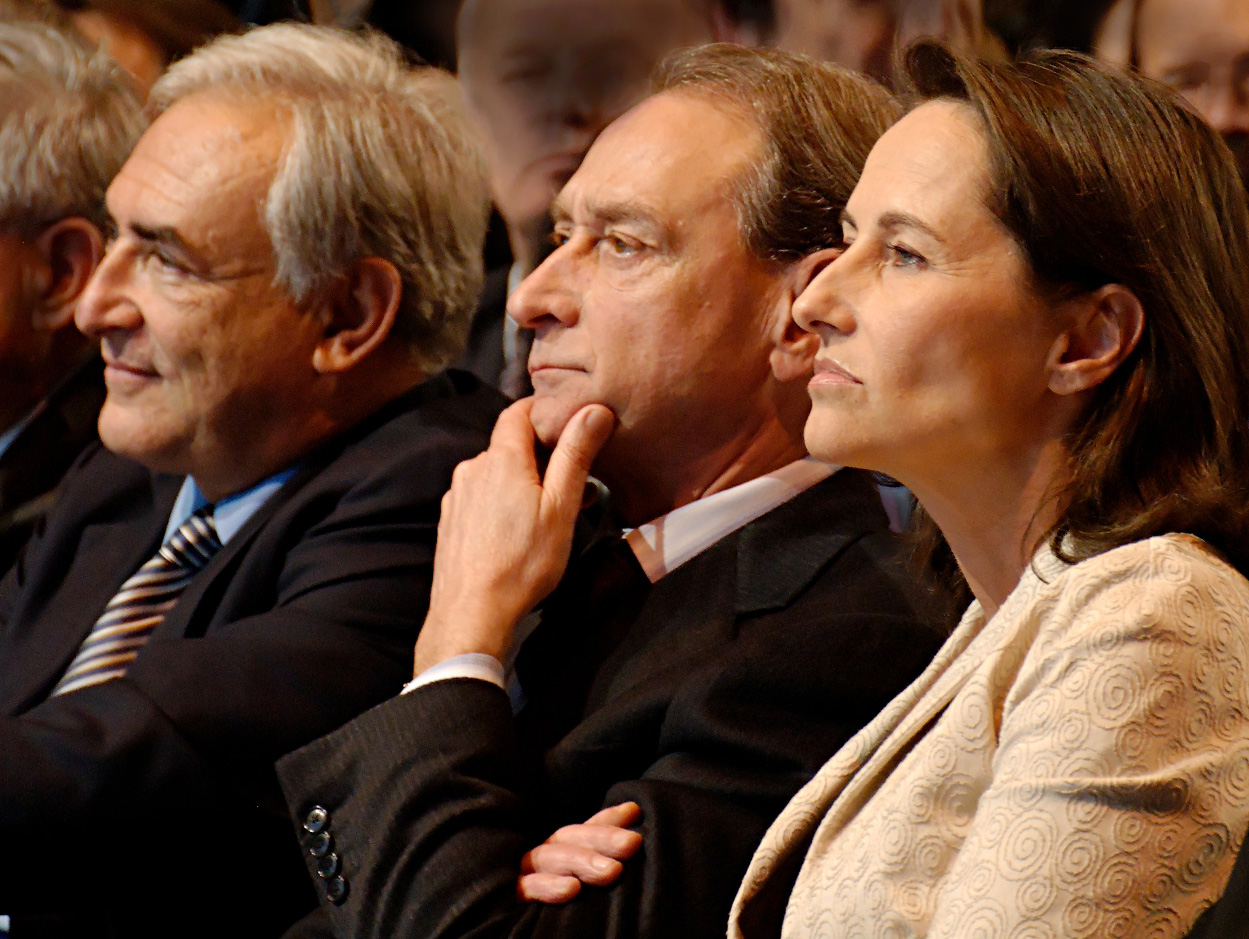
Strauss-Kahn durante encontro de campanha de Ségolène Royal.

Dominique nasceu no rico subúrbio parisiense de Neuilly-sur-Seine (Altos do Sena) filho de Gilbert Strauss-Kahn, um advogado especializado em direito fiscal, e maçom membro do Grande Oriente de França, e sua mãe a jornalista Jacqueline Fellus. O pai de Strauss-Kahn é filho de um judeu da Alsácia casado com uma católica da Lorena. A mãe de Strauss-Kahn é de uma família judaica sefardita oriunda da Tunísia.
Dominique Strauss-Kahn passou os primeiros anos de vida no Marrocos. Obteve seu doutorado em economia pela Universidade de Paris. Também formou-se em direito, em administração de empresas, ciência política e estatística. Como acadêmico, seus campos de investigação incluem comportamento doméstico de poupança, as finanças públicas e da política social.
Iniciou sua carreira como professor assistente e, em seguida, professor de Economia na Universidade de Paris. Foi então nomeado comissário-adjunto da Agência de Planeamento Económico (1981-1986).
À frente do FMI, defendia que o sistema monetário internacional passasse por reformas fundamentais, a fim de estabilizar a economia mundial e prevenir crises futuras. Pretendia ampliar o uso da "moeda" da instituição, o chamado Direito Especial de Saque (DES). Sustentava também a necessidade de incluir o yuan na cesta de moedas que servem de base para a definição do valor do Direito Especial de Saque.

## Acusações

### Acusação de tentativa de estupro em Nova Iorque
Strauss-Kahn foi detido no Aeroporto John F. Kennedy, em 14 de maio de 2011, em Nova Iorque, pouco antes de embarcar para Paris, sob acusação de abuso sexual contra uma camareira (Nafissatou Diallo, de origem guineense) que teria ocorrido horas antes.
Foi colocado em detenção provisória na mesma data.
No dia 18 de maio de 2011, renunciou ao cargo de Presidente do FMI. Na oportunidade, afirmou: "É com infinita tristeza que hoje me sinto obrigado a apresentar ao Conselho Administrativo minha renúncia ao cargo de diretor-geral do FMI". Também disse que deixa o FMI para preservar a imagem da instituição e não comprometer seu funcionamento, bem como que dedicar-se-ia exclusivamente à sua defesa no caso de abuso sexual. Um dia depois, foi posto em prisão domiciliar, após pagar fiança de US$ 6 milhões;
Pouco tempo após as denúncias feitas pela camareira, denúncia similar foi feita contra Strauss-Kahn pela jornalista Tristane Banon. A francesa alegou ter sido vítima de uma tentativa de abuso sexual em Fevereiro de 2003 por parte deste.
Permaneceu em prisão domiciliar até 1º de julho de 2011, quando foi liberado.
Antes do escândalo, DSK era considerado um possível candidato à Presidência da França, nas eleições que viriam a ser realizadas em 2012.
Posteriormente, em agosto de 2011, foi absolvido pelo judiciário americano da acusação dos sete delitos que lhe foram imputados pelos promotores do Estado de Nova Iorque.

### Acusação de agenciamento de prostitutas
Strauss-Kahn foi acusado, juntamente de outras 12 pessoas, de proxenetismo, por fatos supostamente ocorridos em Lille, França.
Jean-Christophe Lagarde, também político francês e corréu de DSK, argumentou que Strauss-Kahn já era investigado antes da eclosão do caso. As escutas telefônicas às que teria sido submetido o então diretor do FMI teriam sido realizadas entre junho de 2010 e fevereiro de 2011, meses antes de do início da investigação oficial.
Em 12 de junho de 2015, foi absolvido das acusações por uma Corte Francesa.